# Ezequiel Hurtado
Pour les articles homonymes, voir Hurtado.
Ezequiel Hurtado (né le 14 décembre 1825 à Silvia et mort le 24 septembre 1890  à Popayán)
est un homme d'État et ancien président des États-Unis de Colombie.

## Biographie
Il a été président du 22 octobre 1882 au 1er avril 1884.